# Podaj dalej (film)
Podaj dalej – amerykański film z 2000 roku wyreżyserowany przez Mimi Leder, oparty na powieści Catherine Ryan-Hyde pod tym samym tytułem.

## Fabuła
Fabuła filmu nie jest przedstawiona chronologicznie. W części scen widz obserwuje dziennikarza Chrisa Chandlera i jego próby dotarcia do źródła ruchu „podaj dalej”. w innych zaś losy Trevora, jego matki i nauczyciela Simoneta. Oba te wątki łączą się ze sobą pod koniec filmu.
Trevor McKinney jest uczniem 7. klasy w szkole w Las Vegas i mieszka tam z matką, Arlene (ojciec ich opuścił). Matka w ciągu dnia pracuje przy automatach do gry, a wieczorami dorabia w nocnym klubie. Ma poważne problemy z alkoholem. Pewnego dnia nowy nauczyciel, Eugene Simonet zadaje uczniom zadanie: „Pomyśl, co mógłbyś zrobić, aby świat stał się lepszy, i wprowadź to w życie”. Trevor to zadanie traktuje bardzo poważnie i wymyśla następujące działanie: „Znajdź trzy osoby, którym możesz pomóc w zrobieniu czegoś, czego sami nie mogliby zrobić. W zamian niech oni pomogą trzem następnym osobom, które pomogą kolejnym trzem… – powstanie wówczas piramida dobra…”. Tak powstaje ruch „podaj dalej”.
Trevor nie pozostawia zadania w sferze planów, próbując swój pomysł zrealizować. Pierwszą osobą, której próbuje pomóc, jest Jerry, bezdomny narkoman. Dzięki pomocy chłopca znajduje on grunt pod nogami, próbuje porzucić nałóg, znajduje lokum i pracę. Niestety wraca do narkotyków. Trevor jest przekonany, że zawiódł. Jednak pewnego razu Jerry pomaga nieznajomej kobiecie pragnącej popełnić samobójstwo. Odciągając ją od zamiaru skoczenia z mostu mówi: „Proszę to dla mnie zrobić. Uratuje mi pani życie.” System „podaj dalej” zadziałał.
Drugą osobą, której pragnie pomóc Trevor, jest sam Simonet. Jego twarz i sporą część ciała pokrywają blizny. Kiedy miał 16 lat, jego własny ojciec, alkoholik, oblał go benzyną i podpalił. Trevor próbuje doprowadzić do związku Simoneta ze swoją matką, Arlene. Obydwoje są bardzo poranieni przez życie. Na przeszkodzie stoi też ojciec Trevora, Ricky.
Matka Trevora początkowo do inicjatywy syna „podaj dalej” podchodzi bardzo sceptycznie. Potem jednak sama stosuje ją w praktyce. Przebacza swojej matce. Ta z kolei ratuje drobnego włamywacza przed pościgiem policji. Ranny rabuś pomaga córce prawnika, a ten z kolei przekazuje kluczyki do swojego samochodu wspomnianemu wyżej dziennikarzowi – Chrisowi. Chandler postanawia odnaleźć źródło pomysłu „podaj dalej”. kierując się informacjami, podanymi przez kolejne osoby (Thorsen, Sidney, Grace). Trafia do domu McKinney'ów – Arlene oraz samego Trevora, a następnie robi z nim wywiad.
Trzecią osobą na liście Trevora jest jego kolega, Adam, który jest bity w szkole. Trevor wyrzuca sobie tchórzostwo. W końcu jednak staje w jego obronie. W czasie szarpaniny otrzymuje cios nożem. Umiera w szpitalu.
Pod koniec filmu przedstawiona zostaje podana w mediach informacja o jego śmierci, a następnie ukazani są ludzie (w tym także koledzy ze szkoły), którzy oddają pamięć twórcy tytułowego ruchu.

## Obsada
- Kevin Spacey – Eugene Simonet
- Helen Hunt – Arlene McKinney
- Haley Joel Osment – Trevor McKinney
- Jay Mohr – Chris Chandler
- James Caviezel – Jerry
- Jon Bon Jovi – Ricky McKinney
- Angie Dickinson – Grace
- David Ramsey – Sidney
- Gary Werntz – Thorsen
- Colleen Flynn – kobieta na moście
- Marc Donato – Adam
- Kathleen Wilhoite – Bonnie
- Liza Snyder – Michelle
- Jeanetta Arnette – pielęgniarka
- Hannah Werntz – córka Thorsena

## Ekipa filmowa
- Reżyser: Mimi Leder
- Scenariusz: Leslie Dixon
- Na podstawie książki: Catherine Ryan Hyde
- Muzyka: Thomas Newman, Jane Siberry („Calling All Angels”)
- Zdjęcia: Oliver Stapleton
- Montaż: David Rosenbloom

## Nagrody i nominacje
W 2001 Haley Joel Osment zdobył Nagrodę Blockbuster Entertainment za Ulubionego aktora drugoplanowego
w kategorii dramat/Romans.

Nominacje otrzymali:
- Kevin Spacey na Ulubionego aktora w kategorii dramat/Romans
- Helen Hunt na Ulubioną aktorkę w kategorii dramat/Romans

Haley Joel Osment był również nominowany do Nagrody dla Młodych Artystów (ang. Young Artist Awards) (2001) za najlepszą grę w filmie – Wiodący Młody Aktor.